# Hệ thống cấp bậc của NKVD và MVD Liên Xô
Hệ thống cấp bậc của NKVD và MVD là hệ thống cấp bậc đặc biệt của nhân viên thuộc các cơ quan thực thi pháp luật và an ninh quốc gia chính quyền ở Liên Xô: NKVD Liên Xô và MVD Liên Xô, NKGB / MGB Liên Xô, bao gồm cả cấp bậc và cấp hiệu dùng trong đồng phục.

## Cấp bậc và cấp hiệu của NKVD
Cho đến khi bắt đầu Chiến tranh Vệ quốc vĩ đại, lực lượng NKVD của Nga Xô viết và NKVD / NKGB của Liên Xô đã sử dụng một hệ thống cấp bậc và cấp hiệu khác biệt với quân đội. Vào thời Yezhov, các cấp bậc và cấp hiệu tương tự như quân đội, sử dụng trong lực lượng cảnh sát và an ninh (GUGB), nhưng trên thực tế, họ có hai cấp bậc tuy có cùng danh xưng nhưng được xếp bậc cao hơn so với quân đội (ví dụ, vào năm 1940, cấp bậc капитан của lực lượng an ninh / cảnh sát nhà nước cao hơn 2 đến 3 cấp so với cấp bậc có cùng danh xưng trong Hồng quân, gần tương đương với cấp bậc Trung tá quân đội; hoặc cấp bậc майор, tương đương cấp Đại tá). Từ năm 1937, Tổng ủy viên An ninh nhà nước đã mang cấp hiệu gần tương tự cấp hiệu Nguyên soái (trước đó sử dụng cấp hiệu tiết cổ áo nền đỏ với vạch kẻ chỉ vàng). Sau khi Beria được bổ nhiệm vào chức vụ Ủy viên nhân dân Nội vụ, hệ thống cấp bậc này dần được thống nhất với quân đội .

### Danh hiệu nhân viên của cơ quan an ninh nhà nước
Sau khi hệ thống cấp bậc quân sự trong Hồng quân được giới thiệu vào ngày 22 tháng 9 năm 1935, một yêu cầu tương tự được đặt ra cho hệ thống cấp bậc trong lực lượng NKVD của Liên Xô. Dự thảo ban đầu dự tính việc áp dụng một hệ thống cấp bậc hoàn toàn giống với cấp bậc của các chỉ huy quân đội với việc bổ sung cụm từ An ninh nhà nước (VD cấp bậc Отделенный командир (Chỉ huy tiểu đội) trong quân đội, đối với lực lượng an ninh sẽ là Отделённого командира государственной безопасности (Chỉ huy tiểu đội An ninh nhà nước). Hoặc ở cấp cao, tương ứng cấp bậc Командарм 1-го ранга (Tư lệnh Tập đoàn quân bậc 1) trong quân đội, sẽ là cấp bậc Командарма государственной безопасности 1-го ранга (Tư lệnh Tập đoàn quân An ninh nhà nước bậc 1). Tuy nhiên, do đặc thù nghiệp vụ an ninh, cấp bậc chỉ huy không phản ánh biên chế đơn vị chỉ huy nên dự thảo này đã không được chấp nhận.
- Tháng 10 năm 1935, một hệ thống cấp bậc đặc biệt cho các cán bộ chỉ huy cao cấp thuộc Tổng cục An ninh Nhà nước của NKVD đã được thành lập như sau: 
  - Ủy viên An ninh nhà nước bậc 1 (комиссар государственной безопасности 1-го ранга)
  - Ủy viên An ninh nhà nước bậc 2 (комиссар государственной безопасности 2-го ранга)
  - Ủy viên An ninh nhà nước bậc 3 (комиссар государственной безопасности 3-го ранга)
  - Thanh tra cao cấp An ninh nhà nước (старший майор государственной безопасности)
  - Thanh tra An ninh nhà nước (майор государственной безопасности)
  - Đội trưởng An ninh nhà nước (капитан государственной безопасности)
  - Đội phó cao cấp An ninh nhà nước (старший лейтенант государственной безопасности)
  - Đội phó trung cấp An ninh nhà nước (лейтенант государственной безопасности)
  - Đội phó sơ cấp An ninh nhà nước (младший лейтенант государственной безопасности)
  - Chuyên viên An ninh nhà nước (сержант государственной безопасности)
- Tháng 11 năm 1935, cấp bậc Tổng ủy viên An ninh nhà nước (Генеральный комиссар госбезопасности) được thành lập vào trao cho Genrikh Yagoda, Ủy viên nhân dân Nội vụ Liên Xô
- Tháng 2 năm 1943, hệ thống này được điều chỉnh lại như sau: 
  - Lãnh đạo cao cấp:
    - Tổng ủy viên An ninh nhà nước;
    - Ủy viên An ninh nhà nước bậc 1;
    - Ủy viên An ninh nhà nước bậc 2;
    - Ủy viên An ninh nhà nước bậc 3;
    - Ủy viên An ninh nhà nước (chuyển đổi từ cấp bậc Thanh tra cao cấp An ninh nhà nước).

  - Cán bộ chỉ huy cao cấp:
    - Đại tá An ninh nhà nước (chuyển đổi từ cấp bậc Thanh tra An ninh nhà nước);
    - Trung tá An ninh nhà nước (chuyển đổi từ Đội trưởng An ninh nhà nước);
    - Thiếu tá An ninh nhà nước (chuyển đổi từ Đội phó cao cấp An ninh nhà nước).

  - Cán bộ chỉ huy trung cấp:
    - Đại úy An ninh nhà nước (chuyển đổi từ Đội phó trung cấp An ninh nhà nước);
    - Thượng úy An ninh nhà nước (chuyển đổi từ Đội phó sơ cấp An ninh nhà nước);
    - Trung úy An ninh nhà nước (chuyển đổi từ Chuyên viên An ninh nhà nước, nếu cấp bậc được nhận trước ngày 1 tháng 1 năm 1942);
    - Thiếu úy An ninh nhà nước (chuyển đổi từ Chuyên viên An ninh nhà nước, nếu cấp bậc được nhận sau ngày 1 tháng 1 năm 1942).

  - Cán bộ cấp cơ sở:
    - Chuẩn úy đặc nhiệm;
    - Thượng sĩ đặc nhiệm;
    - Trung sĩ đặc nhiệm;
    - Hạ sĩ đặc nhiệm.
- Tháng 7 năm 1945, hệ thống cấp bậc đặc biệt của Dân ủy Nội vụ và Dân ủy An ninh Nhà nước của Liên Xô bị bãi bỏ [2][3]. Các cấp bậc của NKVD và NKGB của Liên Xô được chuyển thành cấp bậc tương ứng như trong Hồng quân.

Theo sắc lệnh của Đoàn chủ tịch Xô viết tối cao Liên Xô ngày 9 tháng 7 năm 1945:
- Trao cấp bậc Nguyên soái Liên Xô cho Tổng ủy viên An ninh nhà nước BERIA Lavrenty Pavlovich - Ủy viên nhân dân Nội vụ Liên Xô;
- Trao cấp bậc Đại tướng cho Ủy viên An ninh nhà nước bậc 1 Merkulov Vsevolod Nikolaevich - Ủy viên nhân dân An ninh Nhà nước Liên Xô.

Theo Nghị định của Hội đồng Dân ủy Liên Xô số 1663 ngày 9 tháng 7 năm 1945, các cấp bậc quân sự sau đây đã được trao: 
1. ABAKUMOV Viktor Semenovich - Chánh văn phòng Tổng cục phản gián Smersh của NPO của Liên Xô;
2. GOGLIDZE Sergey Arsenievich - Thủ trưởng cơ quan UNKGB cho Lãnh thổ Khabarovsk và Ủy viên NKGB ở Viễn Đông;
3. KOBULOV Bogdan Zakharovich - Phó ủy viên nhân dân thứ nhất Dân ủy An ninh Nhà nước Liên Xô;
4. KRUGLOV Sergey Nikiforovich - Phó ủy viên nhân dân thứ nhất Dân ủy Nội vụ Liên Xô;
5. PAVLOV, Karp Aleksandrovich - giám đốc GUCHOSDOR của NKVD của Liên Xô;
6. SEROV Ivan Alexandrovich - Phó ủy viên nhân dân Nội vụ Liên Xô, Ủy viên của NKVD của Liên Xô cho GSOVG và Phó Chánh Văn phòng SVAG cho Cục Quản lý Dân sự;
7. Chernyshev Vasily Vasilyevich - Phó ủy viên nhân dân Nội vụ Liên Xô;

1. BABKIN Aleksey Nikitich - Đại diện của NKVD-NKGB cho SSR của Latvia;
2. BELCHENKO Sergey Savvich - Chính ủy Nhân dân Nội bộ của SSR Byussussian;
3. BLINOV Afanasy Sergeyevich - người đứng đầu UNKGB ở khu vực Moscow;
4. BOGDANOV Nikolay Kuzmich - Chính ủy nhân dân nội bộ của SSR Kazakhstan;
5. BORSCHEV Timofey Mikhailovich - người đứng đầu UNKGB ở khu vực Sverdlovsk;
6. BURDAKOV Semen Nikolaevich - Trưởng phòng Ukhto-Izhemsky ITL và Ukhto-Izhemsky NKVD Combine;
7. VLASIK Nikolai Sidorovich - Phó trưởng ban thứ nhất của Ban giám đốc thứ 6 về NKGB của Liên Xô;
8. VLODZIMIRSKY Lev Emelyanovich - giám đốc đơn vị điều tra cho các trường hợp đặc biệt quan trọng về NKGB của Liên Xô;
9. VORONIN, Alexander Ivanovich - người đứng đầu UNKGB ở khu vực Lviv;
10. GVISHIANI Mikhail Maksimovich - Người đứng đầu UNKGB tại Lãnh thổ Primorsky;
11. GORLINSKY Nikolai Dmitrievich - Người đứng đầu UNKGB tại Lãnh thổ Krasnodar;
12. LONG LAST Ivan Ilyich - Người đứng đầu NKVD trong Lãnh thổ Khabarovsk;
13. DROZDETSKY Petr Gavrilovich - Phó Chính ủy An ninh Nhà nước của SSR Ukraine;
14. 3EGNATASHVILI Alexander Yakovlevich - người đứng đầu Văn phòng của các đối tượng đặc biệt tại Crimea NKVD USSR;
15. ZHUKOV Georgy Sergeevich - Trưởng phòng định cư đặc biệt của UNKVD ở khu vực Novosibirsk;
16. Zhuravlev Mikhail Ivanovich - người đứng đầu UNKVD ở khu vực Moscow;
17. ZAVENYAGIN Abraham Pavlovich - Phó Chính ủy Nội vụ Liên Xô;
18. KARANADZE Grigory Teofilovich - Chính ủy nội bộ của SSR Gruzia;
19. KOBULOV Amayak Zakharovich - trưởng phòng điều hành - phó trưởng ban thứ nhất của Tổng cục trưởng tù nhân chiến tranh và thực tập NKVD của Liên Xô;
20. KUBATKIN Petr Nikolaevich - Người đứng đầu UNKGB ở khu vực Leningrad;
21. LAPSHIN, Evgeny Petrovich - giám đốc bộ phận CÀ BÊ của NKGB của Liên Xô;
22. LEONTIEV, Alexander Mikhailovich - Chánh văn phòng Tổng cục chính về kết hợp thổ phỉ của NKVD của Liên Xô;
23. MAMULOV Stepan Solomonovich - Chánh văn phòng Ban thư ký của NKVD Liên Xô;
24. MARKARIAN Ruben Hambartsumovich - Ủy ban nhân dân nội bộ của Cộng hòa xã hội chủ nghĩa Xô viết tự trị Dagestan;
25. MILSTEIN Solomon Rafailovich - Tổng giám đốc thứ ba của NKGB của Liên Xô;
26. NASEDKIN, Viktor Grigorievich - Chánh văn phòng Tổng cục chính của ITL và các thuộc địa của NKVD của Liên Xô;
27. NIKISHOV, Ivan Fedorovich - Đại diện của NKVD của Liên Xô cho Dalstroy;
28. OBRUCHNIKOV Boris Pavlovich - Phó Chính ủy Nội vụ Liên Xô về Nhân sự - Trưởng phòng Nhân sự của NKVD của Liên Xô;
29. OGOLTSOV Sergey Ivanovich - Ủy ban nhân dân về an ninh nhà nước của SSR Kazakhstan;
30. RAIKHMAN Leonid Fedorovich - phó trưởng ban thứ hai của NKGB của Liên Xô;
31. RAPAVA Avksenty Narikievich - Chính ủy nhân dân về an ninh nhà nước của SSR Gruzia;
32. Rodionov Dmitry Gavrilovich - người đứng đầu bộ phận 1 và phó trưởng ban thứ hai của NKGB của Liên Xô;
33. RUMYANTSEV Vasily Ivanovich - phó giám đốc của bộ phận thứ tư của Ban giám đốc thứ sáu của NKGB của Liên Xô;
34. RYASNYU Vasily Stepanovich - Ủy ban Nội vụ Nhân dân của SSR Ukraine;
35. SAVCHENKO Sergey Romanovich - Ủy ban nhân dân về an ninh nhà nước của SSR Ukraine;
36. SAZYKIN Nikolay Stepanovich - Đại diện của NKVD-NKGB cho Estonia;
37. SAFRAZYAN Leon Bogdanovich - Phó Chính ủy Nội vụ Liên Xô và Trưởng ban Giám đốc chính của Sân bay Xây dựng NKVD của Liên Xô;
38. SERGIENKO Vasily Timofeevich - người đứng đầu NKVD ở khu vực Crimea;
39. SUP
40. SUMBATOV (TOPURIDZE) Yuvelyan Davidovich - Chánh văn phòng Ban Giám đốc Kinh tế của NKVD của Liên Xô;
41. TKACHENKO, Ivan Maksimovich - Đại diện của NKVD-NKGB của Liên Xô cho SSR của Litva;
42. FedOTOV Pavel Vasilievich - Chánh văn phòng thứ hai của NKGB của Liên Xô;
43. FITIN Pavel Mikhailovich - Chánh văn phòng Tổng cục 1 của NKGB của Liên Xô;
44. FOKIN Petr Maksimovich - người đứng đầu UNKGB ở khu vực Crimea;
45. KHARITONOV Fedor Petrovich - Ủy ban Nội vụ Nhân dân của SSR Turkmen;
46. TSANAVA Lavrentiy Fomich - Chính ủy Nhân dân về An ninh Nhà nước của SSR Byussussian;
47. TSERETELI Shalva Otarovich - Phó Chính ủy số 1 về An ninh Nhà nước của SSR Gruzia;
48. SHEVELEV, Ivan Grigorievich - Chánh văn phòng Ban Giám đốc thứ năm của NKGB của Liên Xô;
49. SHIKTOROV Ivan Sergeevich - Trưởng UNKVD ở khu vực Leningrad;
50. YAKUBOV Mir Teymur Mir Alekper-oglu - Narcom của Nội vụ của SSR Azerbaijan;

1. АЛЛАХВЕРДОВУ Михаилу Андреевичу — начальнику 8-го отдела 1-го Управления НКГБ СССР;
2. АНДРЕЕВУ Михаилу Александровичу — начальнику Отдела правительственной связи НКВД СССР;
3. АРКАДЬЕВУ Дмитрию Васильевичу — начальнику Отдела железнодорожных и водных перевозок НКВД СССР;
4. АТАКИШЕВУ Ага-Салиму Ибрагим-оглы — заместителю наркома госбезопасности Азербайджанской ССР;
5. БАБАДЖАНОВУ Юлдашу Бабаджановичу — заместителю наркома внутренних дел Узбекской ССР;
6. БАБКИНУ Ивану Андриановичу — заместителю начальника Отдела кадров НКГБ СССР;
7. БАРТАШЮНАСУ Иосифу Марциановичу — Наркому внутренних дел Литовской ССР;
8. БАСКАКОВУ Михаилу Ивановичу — начальнику УНКГБ по Горьковской области;
9. БАШТАКОВУ Леониду Фокеевичу — начальнику Высшей школы НКГБ СССР;
10. БЕЖАНОВУ Григорию Акимовичу — Наркому госбезопасности Кабардинской АССР;
11. БЕЛОЛИПЕЦКОМУ Степану Ефимовичу — Наркому внутренних дел Чувашской АССР;
12. БЗИАВА Константину Павловичу — Наркому внутренних дел Кабардинской АССР;
13. БЛОХИНУ Василию Михайловичу — начальнику Комендантского отдела Административно-хозяйственного и финансового управления НКГБ СССР;
14. БОЙКОВУ Ивану Павловичу — начальнику Богословского ИТЛ и строительства НКВД;
15. БУЯНОВУ Леониду Сергеевичу — Наркому внутренних дел Коми АССР;
16. БЫЗОВУ Алексею Петровичу — начальнику УНКГБ по Брянской области;
17. БЫКОВУ Давиду Романовичу — Наркому госбезопасности Башкирской АССР;
18. ВЛАДИМИРОВУ Владимиру Никифоровичу — начальнику 3-го спецотдела НКВД СССР;
19. ГАГУА Иллариону Авксентьевичу — Наркому госбезопасности Абхазской АССР;
20. ГЕРЦОВСКОМУ Аркадию Яковлевичу — начальнику Отдела «А» НКГБ СССР;
21. ГОЛУБЕВУ Николаю Алексеевичу — Уполномоченному НКВД-НКГБ по Молдавии;
22. ГОРБЕНКО Ивану Ивановичу — начальнику УНКВД по Ростовской области;
23. ГОРБУЛИНУ Павлу Николаевичу — Наркому внутренних дел Татарской АССР;
24. ГРИБОВУ Михаилу Васильевичу — Наркому госбезопасности Мордовской АССР;
25. ГРИГОРЯНУ Хорену Ивановичу — заместителю наркома внутренних дел Армянской ССР;
26. ГРИШАКИНУ Александру Дмитриевичу — начальнику УНКВД по Тульской области;
27. ГУБИНУ Владимиру Владимировичу — начальнику УНКВД по Ярославской области;
28. ГУГУЧИЯ Александру Илларионовичу — заместителю наркома госбезопасности Казахской ССР по кадрам;
29. ГУЗЯВИЧЮСУ Александру Августовичу — Наркому госбезопасности Литовской ССР;
30. ГУЛЬСТУ Вениамину Наумовичу — начальнику 3-го отдела 3-го Управления НКГБ СССР;
31. ДАВЛИАНИДЗЕ Сергею Семеновичу — заместителю наркома госбезопасности Грузинской ССР;
32. ДЕМИНУ Владимиру Ивановичу — начальнику УНКВД по Архангельской области;
33. ДОБРЫНИНУ Григорию Прокофьевичу — 1-му заместителю начальника Главного управления ИТЛ и колоний НКВД СССР;
34. ДРОЗДОВУ Виктору Александровичу — в распоряжении НКВД СССР;
35. ЕГОРОВУ Сергею Егоровичу — начальнику 9-го Управления и заместителю начальника Главного управления лагерей горно-металлургических предприятий НКВД СССР;
36. ЕМЕЛЬЯНОВУ Степану Федоровичу — Наркому госбезопасности Азербайджанской ССР;
37. ЕСИПЕНКО Даниилу Ивановичу — заместителю наркома госбезопасности Украинской ССР;
38. ЕФИМОВУ Дмитрию Ардалионовичу — заместителю наркома госбезопасности Литовской ССР;
39. ЕФИМОВУ Сергею Александровичу — начальнику 5-го отделения 1-го отдела 6-го Управления НКГБ СССР;
40. ЖУРАВЛЕВУ Павлу Матвеевичу — резиденту НКГБ в Каире;
41. ЗАВГОРОДНЕМУ Георгию Степановичу — заместителю начальника Главного управления ИТЛ и колоний НКВД СССР;
42. ЗАКУСИЛО Александру Алексеевичу — начальнику УНКВД по Приморскому краю;
43. ЗАПЕВАЛИНУ Михаилу Александровичу — заместителю начальника Отдела «Ф» НКВД СССР;
44. ЗАРУБИНУ Василию Михайловичу — начальнику 6-го отдела 1-го Управления НКГБ СССР;
45. ЗАХАРОВУ Александру Павловичу — начальнику УНКВД по Молотовской области;
46. ЗАЧЕПЕ Ивану Ивановичу — начальнику УНКГБ по Молотовской области;
47. ЗВЕРЕВУ Александру Дмитриевичу — начальнику УНКВД по Горьковской области;
48. ИВАНОВУ Владимиру Васильевичу — начальнику Секретариата Особого совещания НКВД СССР;
49. ИЛЮШИНУ (ЭДЕЛЬМАНУ) Илье Израилевичу — начальнику 2-го отдела и заместителю начальника 2-го Управления НКГБ СССР;
50. КАВЕРЗНЕВУ Михаилу Кирилловичу — начальнику УНКГБ по Куйбышевской области;
51. КАКУЧАЯ Варламу Алексеевичу — Наркому госбезопасности Северо-Осетинской АССР;
52. КАЛИНИНСКОМУ Михаилу Ивановичу — Наркому госбезопасности Дагестанской АССР;
53. КАПРАЛОВУ Петру Михайловичу — заместителю наркома внутренних дел Литовской ССР;
54. КАРПОВУ Георгию Григорьевичу — начальнику 5-го отдела 2-го Управления НКГБ СССР;
55. КЛЕПОВУ Сергею Алексеевичу — заместителю начальника 3-го Управления НКГБ СССР;
56. КОВШУКУ-БЕКМАНУ Михаилу Фомичу — начальнику УНКГБ по Красноярскому краю;
57. КОМАРОВУ Георгию Яковлевичу — начальнику треста «Колымснаб» и заместителю начальника Дальстроя НКВД по снабжению;
58. КОНДАКОВУ Петру Павловичу — начальнику УНКГБ по Новосибирской области;
59. КОПЫТЦЕВУ Алексею Ивановичу — начальнику 2-го отдела и заместителю начальника 5-го Управления НКГБ СССР;
60. КОРСАКОВУ Георгию Аркадьевичу — 2-му заместителю начальника Дальстроя НКВД;
61. КОЧЛАВАШВИЛИ Александру Ивановичу — 1-му заместителю наркома внутренних дел Грузинской ССР;
62. КРАВЧЕНКО Валентину Александровичу — начальнику 4-го спецотдела НКВД СССР;
63. КУЗНЕЦОВУ Александру Константиновичу — начальнику 6-го Управления НКГБ СССР;
64. КУЗЬМИЧЕВУ Сергею Федоровичу — заместителю начальника 1-го отдела 6-го Управления НКГБ СССР;
65. КУММУ Борису Гансовичу — Наркому госбезопасности Эстонской ССР;
66. ЛЕОНЮКУ Фоме Акимовичу — начальнику Отдела по борьбе с детской беспризорностью и безнадзорностью НКВД СССР;
67. ЛОРЕНТУ Петру Павловичу — начальнику Транспортного отдела НКГБ Московско-Курской железной дороги;
68. МАЛИНИНУ Леониду Андреевичу — начальнику УНКГБ по Тернопольской области;
69. МАЛЬКОВУ Павлу Михайловичу — начальнику УНКВД по Ивановской области;
70. МАЛЬЦЕВУ Михаилу Митрофановичу — начальнику Управления Воркуто-Печорского ИТЛ и строительства НКВД и начальнику комбината «Воркутауголь» НКВД;
71. МАРКЕЕВУ Михаилу Ивановичу — Наркому внутренних дел Молдавской ССР;
72. МАРТИРОСОВУ Георгию Иосифовичу — заместителю начальника УНКГБ по Горьковской области;
73. МАТЕВОСОВУ Ивану Ивановичу — Наркому внутренних дел Армянской ССР;
74. МЕДВЕДЕВУ Александру Петровичу — начальнику УНКВД по Красноярскому краю;
75. МЕЩАНОВУ Павлу Самсоновичу — начальнику УНКГБ по Ставропольскому краю;
76. МИЧУРИНУ-РАВЕРУ Марку Леонтьевичу — начальнику 6-го отдела НКГБ Грузинской ССР;
77. МОРДОВЦУ Иосифу Лаврентьевичу — Наркому госбезопасности Молдавской ССР;
78. МОШЕНСКОМУ Авксентию Леонтьевичу — начальнику Транспортного отдела НКГБ Западной железной дороги;
79. МУХИНУ Андрею Федоровичу — начальнику Транспортного отдела НКГБ Октябрьской железной дороги;
80. НИБЛАДЗЕ Ираклию Ильичу — заместителю наркома госбезопасности Грузинской ССР по кадрам;
81. НИКИТИНУ Дмитрию Михайловичу — Наркому внутренних дел Карело-Финской ССР;
82. НИКИТИНСКОМУ Иосифу Илларионовичу — начальнику Управления государственных архивов НКВД СССР;
83. НИКОЛЬСКОМУ Михаилу Ивановичу — начальнику Тюремного управления НКВД СССР;
84. НОВИКСУ Альфонсу Андреевичу — Наркому госбезопасности Латвийской ССР;
85. НОВОБРАТСКОМУ Льву Ильичу — начальнику 6-го отдела 2-го Управления НКГБ СССР;
86. ОВАКИМЯНУ Гайку Бадаловичу — заместителю начальника 1-го Управления НКВД СССР;
87. ОКУНЕВУ Павлу Игнатьевичу — начальнику УНКВД по Дальстрою НКВД;
88. ОРЛОВУ Павлу Александровичу — заместителю наркома внутренних дел Молдавской ССР;
89. ОСЮНЬКИНУ Константину Павловичу — начальнику Окружного транспортного отдела НКГБ железных дорог Дальнего Востока;
90. ПАВЛОВУ Василию Павловичу — начальнику УНКВД по Калининской области;
91. ПАВЛОВУ Михаилу Федоровичу — начальнику УНКВД по Челябинской области;
92. ПАВЛОВУ Николаю Ивановичу — начальнику УНКВД по Саратовской области;
93. ПАВЛОВУ Семену Никифоровичу — начальнику УНКГБ по Ярославской области;
94. ПАНЮКОВУ Александру Алексеевичу — начальнику Управления Норильского ИТЛ и комбината НКВД;
95. ПЕТРЕНКО Ивану Григорьевичу — начальнику Управления Нижне-Амурского ИТЛ НКВД;
96. ПЕТРОВУ Александру Васильевичу — начальнику УНКВД по Куйбышевской области;
97. ПЕТРОВСКОМУ Федору Павловичу — начальнику УНКВД по Новосибирской области;
98. ПИТОВРАНОВУ Евгению Петровичу — Наркому госбезопасности Узбекской ССР;
99. ПЛЕСЦОВУ Сергею Иннокентьевичу — начальнику УНКГБ по Архангельской области;
100. ПОГУДИНУ Василию Ивановичу — старшему оперуполномоченному 1-го отделения 2-го отдела 6-го Управления НКГБ СССР;
101. ПОКОТИЛО Сергею Викторовичу — начальнику УНКГБ по Ростовской области;
102. ПОПКОВУ Ивану Григорьевичу — начальнику УНКВД по Свердловской области;
103. ПОРТНОВУ Ивану Борисовичу — начальнику УНКВД по Читинской области;
104. ПОТАШНИКУ Матвею Моисеевичу — заместителю начальника УНКГБ по Челябинской области;
105. ПРОШИНУ Василию Степановичу — заместителю начальника Главного управления по борьбе с бандитизмом НКВД СССР;
106. ПЧЕЛКИНУ Афанасию Афанасьевичу — Наркому внутренних дел Киргизской ССР;
107. РАТУШНОМУ Николаю Тимофеевичу — заместителю начальника Главного управления по делам военнопленных и интернированных НКВД СССР;
108. РЕЗЕВУ Александру Иоганесовичу — Наркому внутренних дел Эстонской ССР;
109. РОДОВАНСКОМУ Якову Федоровичу — начальнику 7-го отдела 3-го Управления НКГБ СССР;
110. РУЧКИНУ Алексею Федоровичу — Наркому госбезопасности Чувашской АССР;
111. САВИНОВУ Михаилу Ивановичу — Наркому внутренних дел Якутской АССР;
112. САМЫГИНУ Дмитрию Семеновичу — начальнику Транспортного отдела НКГБ Ленинской железной дороги;
113. САХАРОВУ Борису Сергеевичу — старшему оперуполномоченному Контрольно-инспекторской группы 6-го Управления НКГБ СССР;
114. СВИНЕЛУПОВУ Михаилу Георгиевичу — заместителю наркома госбезопасности СССР по кадрам — начальнику Отдела кадров НКГБ СССР;
115. СЕМЕНОВУ Ивану Павловичу — начальнику УНКВД по Красноярскому краю;
116. СЕРИКОВУ Михаилу Кузьмичу — начальнику Управления пожарной охраны УНКВД по Ленинградской области;
117. СИДОРОВУ Ивану Кузьмичу — начальнику Политического управления Дальстроя НКВД;
118. СМИРНОВУ Владимиру Ивановичу — начальнику Отдела контрразведки СМЕРШ НКВД СССР;
119. СМИРНОВУ Павлу Петровичу — начальнику Административно-хозяйственного и финансового управления НКГБ СССР;
120. СМОРОДИНСКОМУ Владимиру Тимофеевичу — начальнику отдела «В» НКГБ СССР;
121. СОКОЛОВУ Алексею Григорьевичу — начальнику УНКГБ по Омской области;
122. СОПРУНЕНКО Петру Карповичу — в распоряжении НКВД СССР;
123. СТЕФАНОВУ Алексею Георгиевичу — начальнику Особой инспекции — заместителю начальника Отдела кадров НКВД СССР;
124. СУСЛОВУ Николаю Григорьевичу — старшему оперуполномоченному 3-го отделения 2-го отдела 6-го Управления НКГБ СССР;
125. СУХОДОЛЬСКОМУ Владимиру Николаевичу — начальнику УНКГБ по Тульской области;
126. ТЕКАЕВУ Борис Ильичу — Наркому внутренних дел Северо-Осетинской АССР;
127. ТИМОФЕЕВУ Михаилу Михайловичу — начальнику Управления лагерей лесной промышленности НКВД СССР;
128. ТОКАРЕВУ Дмитрию Степановичу — Наркому госбезопасности Таджикской ССР;
129. ТРОФИМОВУ Борису Петровичу — начальнику УНКВД по Курской области;
130. ТРУБНИКОВУ Василию Матвеевичу — начальнику УНКВД по Ровенской области;
131. ФИЛАТОВУ Степану Ивановичу — начальнику УНКГБ по Молотовской области;
132. ФИРСАНОВУ Кондратию Филипповичу — начальнику УНКВД по Брянской области;
133. ХАРЧЕНКО Андрею Владимировичу — Наркому внутренних дел Таджикской ССР;
134. ШАДРИНУ Дмитрию Николаевичу — начальнику 2-го отдела и заместителю начальника 6-го Управления НКГБ СССР
135. ШАМАРИНУ Андрею Васильевичу — начальнику УНКВД по Кемеровской области;
136. ШЕМЕНЕ Семену Ивановичу — начальнику 2-го Управления — заместителю начальника Главного управления по делам военнопленных и интернированных НКВД СССР;
137. ШИТИКОВУ Никите Ионовичу — начальнику Отдела проверочно-фильтрационных лагерей НКВД СССР;
138. ШПИГОВУ Николаю Семеновичу — заместителю начальника Управления коменданта Московского Кремля НКГБ СССР по хозяйственной части;
139. ЭГЛИТУ Августу Петровичу — Наркому внутренних дел Латвийской ССР;
140. ЭЙТИНГОНУ Науму Исааковичу — заместителю начальника 4-го Управления НКВД СССР;
141. ЭСАУЛОВУ Анатолию Александровичу — заместителю наркома госбезопасности Белорусской ССР;
142. ЮХИМОВИЧУ Семену Петровичу — начальнику УНКВД по Одесской области;
143. ЯКОВЛЕВУ Василию Терентьевичу — начальнику 2-го отдела 1-го Управления НКГБ СССР;

 Trong những năm sau đó, các cấp bậc tướng lĩnh an ninh không được trao tiếp tục cho đến năm 1954.
Theo sắc lệnh của Đoàn chủ tịch Xô viết tối cao Liên Xô "Về việc bãi bỏ cấp bậc quân sự, việc giới thiệu hệ thống cấp bậc mới và thay đổi trang phục và phù hiệu cho các cán bộ chỉ huy của Bộ An ninh Nhà nước Liên Xô," ngày 21 tháng 8 năm 1952, cấp bậc quân sự cho nhân viên của các cơ quan MGB một lần nữa được thay thế bằng các cấp bậc đặc biệt. Đồng thời, việc tái chứng nhận các cán bộ chỉ huy hàng đầu đã không được thực hiện.

### Cấp hiệu An ninh nhà nước

#### 1935

Phù hiệu tay áo

- Tổng ủy viên - một ngôi sao năm cánh lớn có viền đa sắc và đường chỉ vàng bên dưới;
- Lãnh đạo cao cấp - cấp hiệu sao đỏ, viền vàng cạnh (số lượng theo cấp bậc);
- Cán bô sĩ quan - cấp hiệu sao đỏ, viền bạc cạnh (số lượng theo cấp bậc);
- Chuyên viên trung cấp - cấp hiệu tam giác (số lượng theo cấp bậc);

....